# Michail Iwanowitsch Gudkow
Michail Iwanowitsch Gudkow (russisch Михаил Иванович Гудков; * 8. Dezemberjul. / 21. Dezember 1904greg. in Baku; † 19. März 1983 in Moskau) war ein russischer Luftfahrtingenieur.

## Leben
Gudkow stammte aus einer Arbeiterfamilie. Er studierte 1921–1924 Maschinenbau an der Mechanik-Fakultät des Polytechnischen Instituts Baku. Er wurde dann von der Roten Armee eingezogen und zum weiteren Studium an der Militärtheorie-Schule der Roten Luftflotte nach Leningrad geschickt. Auch studierte er an der Schule der Roten Piloten und diente dann als Pilot.
Nach der Entlassung aus der Roten Armee 1928 arbeitete Gudkow als Konstrukteur in dem Moskauer Flugzeugwerk Nr. 39. 1930–1932 arbeitete er im Moskauer Staatlichen Flugzeugwerk Nr. 1 als führender Ingenieur und Vizeproduktionsleiter. Daneben studierte er am Moskauer Staatlichen Luftfahrtinstitut (MAI) in der Flugzeug-Fakultät mit Abschluss 1934. 1933 wurde er Chef des Konstruktionsbüros der Versuchsabteilung des Zentralen Aerohydrodynamischen Instituts (ZAGI) in Schukowski. 1936 wurde Gudkow Vizehauptingenieur und Chef der Technischen Kontrollabteilung (OTK) der Flugzeugfabrik Nr. 126 in Komsomolsk am Amur.
1937 wurde Gudkow Senior-Ingenieur der Flugzeugabteilung der 1. Hauptverwaltung des Volkskommissariats für Rüstungsindustrie der UdSSR in Moskau. Nach der Gründung des Volkskommissariats für Luftfahrtindustrie (NKAP) wurde er im Januar 1939 Senior-Ingenieur der Abteilung 4 (Flugzeuge) der 1. Hauptverwaltung des NKAP. Ende April 1939 schlug der Chef der Abteilung 4 Wladimir Gorbunow mit seinen Mitarbeitern Gudkow und Semjon Lawotschkin den Bau von Flugzeugen unter Verwendung des neuen Kunstharzpressholz-Verbundwerkstoffs Delta-Drewessina vor. Ende Mai 1939 wurde auf Anordnung des NKAP auf Basis der Fabrik Nr. 301 in Chimki das Experimental-Konstruktionsbüro OKB-301 unter der kollektiven Leitung von Gorbunow, Lawotschkin und Gudkow organisiert. Am 15. Juli 1939 wurde auf Anordnung des NKAP Gorbunow Chef des OKB-301. Am 29. August 1939 kam der Beschluss Nr. 243 des Rats der Volkskommissare der UdSSR zum Bau zweier Ganzholz-Jagdflugzeuge I-301. Am 1. September 1939 wurde Gorbunow auf Anordnung Nr. 249 des NKAP Arbeitsleiter für die I-301, der späteren LaGG-3. Die Entwicklung wurde von Gorbunow, Lawotschkin, Gudkow, J. B. Struzel, Semjon Alexejew und anderen durchgeführt. Am 10. Oktober 1940 ordnete das NKAP die Serienfertigung der LaGG-3 an. Am 14. Dezember wurde Gudkow zum Chef des OKB-301 ernannt. Als Erster benutzte Gudkow den luftgekühlten Flugmotor Schwezow ASch-82 für seine Version der LaGG-3, die Gu-82, und  das schwere Maschinengewehr BS für den Jagdflugzeugprototyp K-37.
Infolge des Deutsch-Sowjetischen Krieges wurden am 16. Oktober 1941 das OKB-301 mit der Fabrik Nr. 301 nach Nowosibirsk auf das Gelände der Flugzeug-Fabrik Nr. 153 evakuiert. Im Dezember 1941 erhielt Gudkow vom NKAP-Volkskommissar Alexei Schachurin den Auftrag, unverzüglich die neuen bereits erprobten Flugzeuge Gu-82 und K-37 in die Produktion in der Flugzeugfabrik Nr. 21 in Gorki einzuführen, was nicht gelang. Dagegen gelang es Lawotschkin aufgrund seiner Verbindungen zum NKAP, seine La-GG3-Version, die La-5, mit diesem Motor in die Produktion einzuführen. Im April 1942 kehrte Gudkow mit einem Teil des Kollektivs des OKB-301 nach Chimki zurück. Im September 1942 wurde das OKB-301 aus Nowosibirsk nach Gorki auf das Gelände der Fabrik Nr. 156 verlegt.
Im März 1943 schlug Gudkow als einer der Ersten zusammen mit Archip Ljulka  den Bau eines Jägers mit Düsentriebwerk vor. Gudkows Entwurf der Gu-WRD wurde von Experten zunächst abgelehnt. Gudkows überarbeitete Konstruktion wurde dann von anderen Konstrukteuren benutzt. 1943 nahm Gudkow die Entwicklung der Gu-1 wieder auf, die das NKAP bei Kriegsbeginn gestoppt hatte. Der erste Flug der Gu-1 mit dem Testpiloten Alexei Iwanowitsch Nikaschin am 12. Juni 1943 endete in einer Katastrophe mit dem Tod Nikaschins. Die Untersuchungskommission stellte schwere Konstruktionsfehler fest, so dass der NKAP-Volkskommissar Alexei Schachurin die Degradierung Gudkows vorschlug, der Stalin zustimmte. Gudkow wurde mit NKAP-Beschluss vom 6. Juli 1943 OTK-Vizechef in der Fabrik Nr. 84 in Taschkent, während das OKB-301-Kollektiv in Gorki in das von Lawotschkin geleitete OKB-21 versetzt wurde.
1944 wurde Gudkow Vizehauptkonstrukteur für Flugversuche in der Fabrik Nr. 51 in Reutow. 1946 wurde er verantwortlicher Arbeitsleiter des OKB-2 der Versuchsfabrik Nr. 1 auf der Basis der Fabrik Nr. 458 in Iwankowo (seit 1960 vereint mit Dubna am Iwankowoer Stausee). Im Dezember 1948 wurde er dort verantwortlicher Leiter für die Erprobung und Einführung in die Produktion des Versuchsflugzeugs „346“ mit Raketentriebwerk.
1953 wurde Gudkow Chef des OKB-491 an der Fabrik Nr. 491 für Ausrüstungen für die Flugzeugindustrie in Kimry. 1956 wurde er Hauptkonstrukteur des OKB-424 für den Bau von Luftschiffen und Ballonen in Dolgoprudny. Dort entwickelte er den Stratosphärenballon „Wolga“, der am 1. November bei Wolsk mit Jewgeni Andrejew und Pjotr Dolgow für deren Stratosphärensprünge  aufstieg.
1959 wechselte Gudkow in die Moskauer Fabrik Universal und arbeitete an der Entwicklung von Fallschirmsystemen.
Gudkow starb 1983 mit 78 an einem Schlaganfall und wurde auf dem Moskauer Preobraschenskoje-Friedhof begraben.

## Ehrungen, Preise
- Stalinpreis I. Klasse (1941) für die LaGG-3[2]
- Medaille „Für die Verteidigung Stalingrads“
- Orden des Roten Banners der Arbeit (1945)